# Neunkirchen-lès-Bouzonville

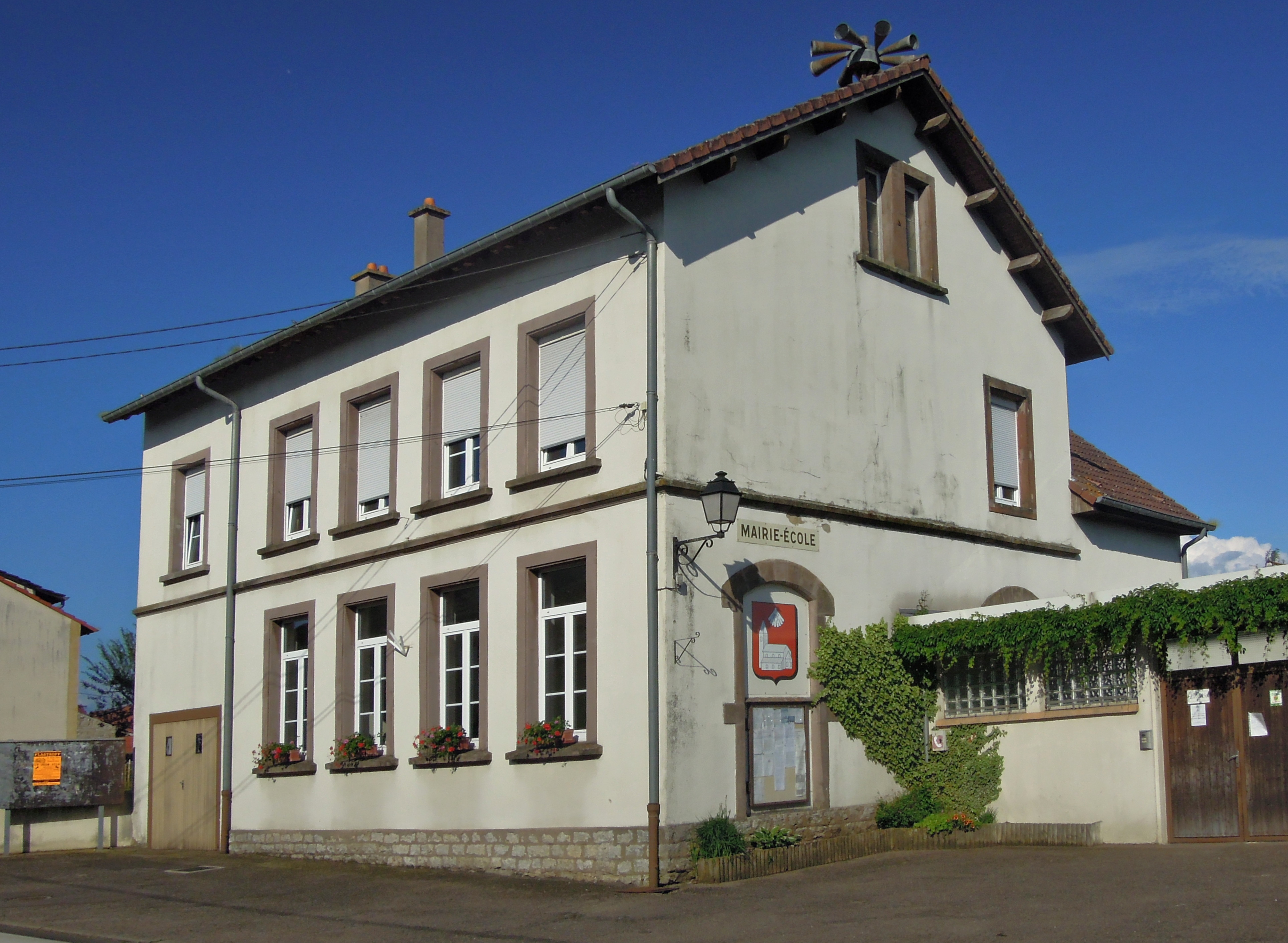
Rathaus- und Schulgebäude

Neunkirchen-lès-Bouzonville (deutsch Neunkirchen) ist eine französische Gemeinde mit 333 Einwohnern (Stand 1. Januar 2022) im Département Moselle in der Region Grand Est (bis 2015 Lothringen).

## Geographie
Die Gemeinde liegt in Lothringen an der Remel, etwa 43 Kilometer nordöstlich von Metz, 17 Kilometer nordnordöstlich von Boulay-Moselle (Bolchen) und sieben Kilometer nördlich von Bouzonville (Busendorf), und grenzt im Osten und Südosten an die saarländischen Orte Niedaltdorf und Hemmersdorf.

## Geschichte
Ältere Ortsbezeichnungen sind Nunkirka (12. Jh.), Neunkirchen les Bouzonville (1793) und Nunkirchen (1801). 
1837 wurde der südlich gelegene Weiler Remeldorf eingemeindet. Dieser Weiler, in dem sich einst ein Eisenwerk befand, kam erst 1827 durch ein Grenzabkommen an Frankreich.
Durch den Frankfurter Frieden vom 10. Mai 1871 kam das Gebiet an das deutsche Reichsland Elsaß-Lothringen, und das Dorf wurde dem Kreis Bolchen im Bezirk Lothringen zugeordnet. Die Dorfbewohner betrieben Getreide- und Obstbau sowie Viehzucht.
Nach dem Ersten Weltkrieg musste die Region aufgrund der Bestimmungen des Versailler Vertrags 1919 an Frankreich abgetreten werden. Im Zweiten Weltkrieg war die Region von der deutschen Wehrmacht besetzt und stand bis 1944 unter deutscher Verwaltung.

### Bevölkerungsentwicklung
| Jahr                       | 1962 | 1968 | 1975 | 1982 | 1990 | 1999 | 2009 | 2019 |
| Einwohner                  | 260  | 224  | 211  | 229  | 249  | 297  | 332  | 330  |
| Quellen: Cassini und INSEE |      |      |      |      |      |      |      |      |

## Wappen
Die Muschel im Gemeindewappen symbolisiert die Propstei in Sierck, von der Neunkirchen abhängig war.

## Sehenswürdigkeiten
- Kirche Sainte-Anne (St. Anna) von 1750 (Ausstattung als Monuments historiques geschützt)
- rekonstruiertes Keltenhaus

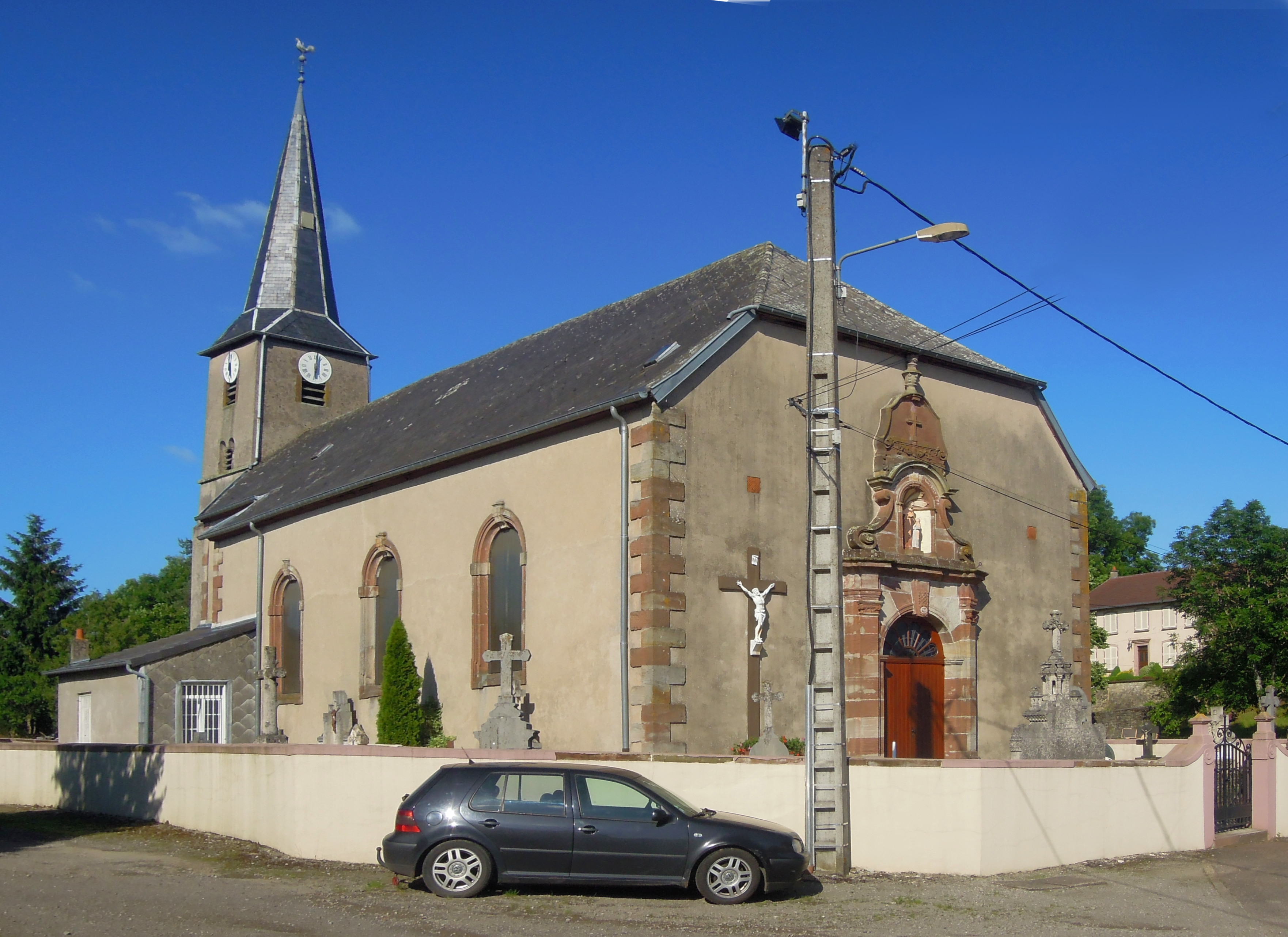
Kirche St. Anna
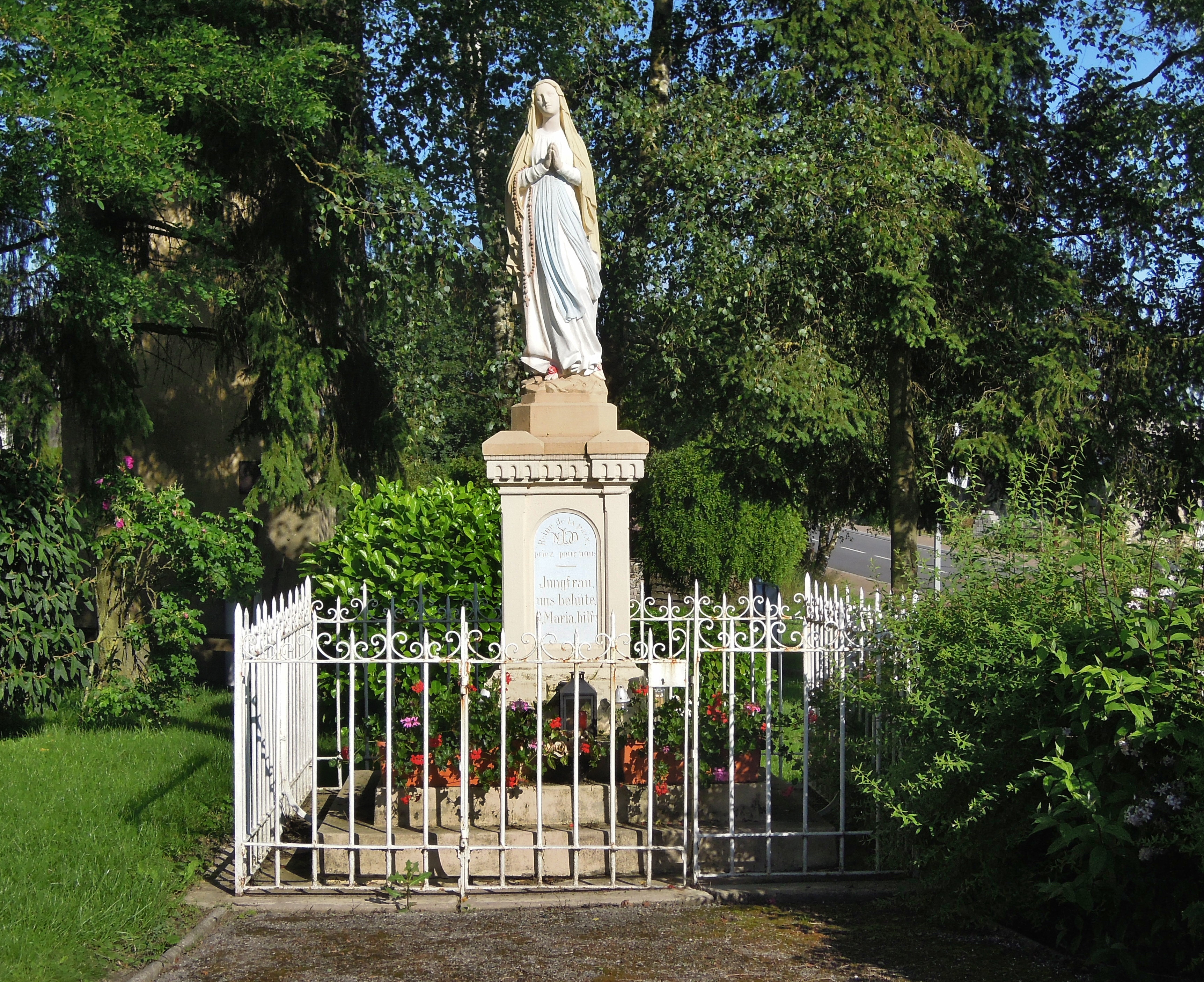
Marienstatue
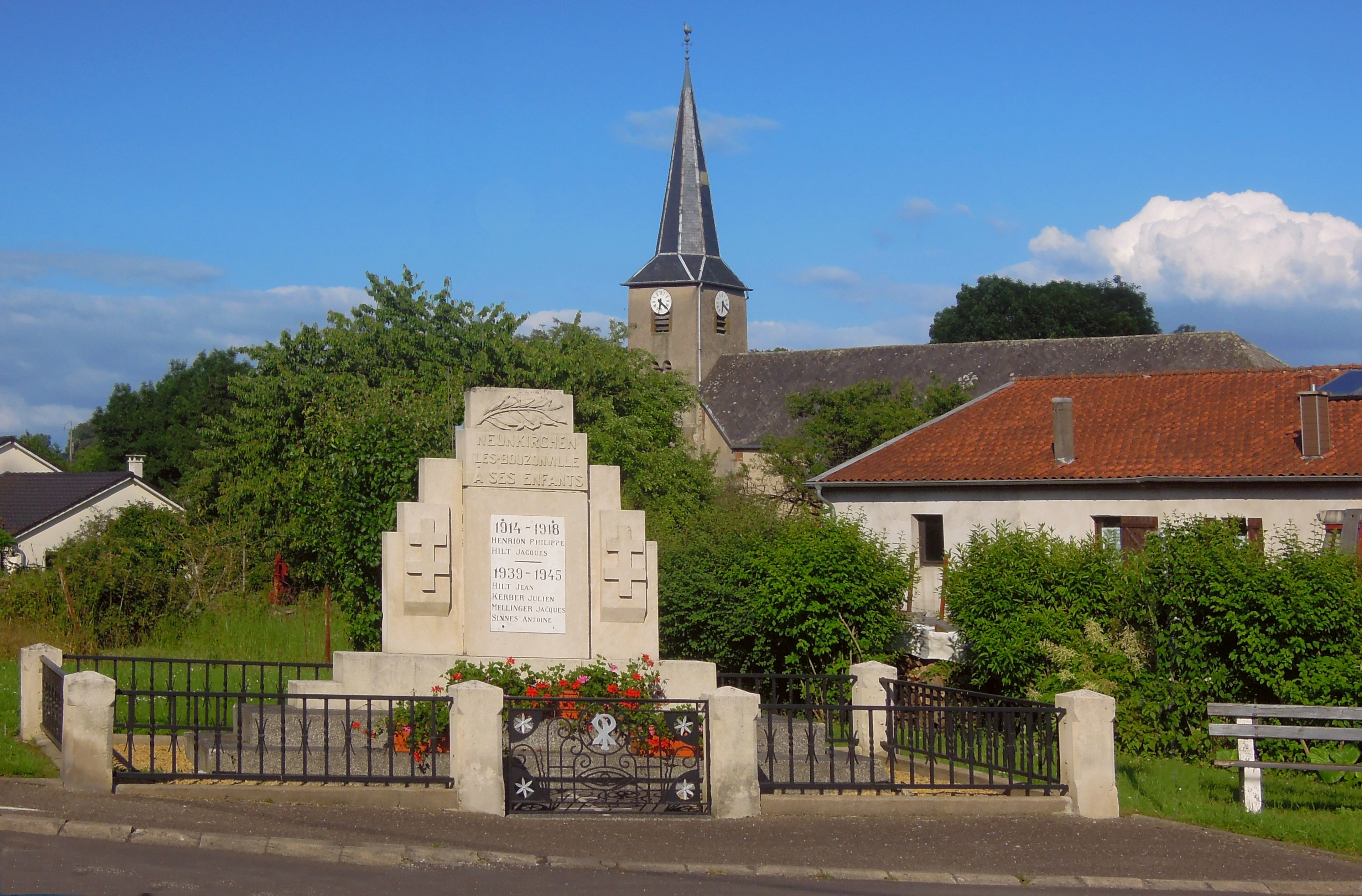
Gefallenendenkmal

## Persönlichkeiten
- Ernst Henn (1909–1945), Vikar und Widerstandskämpfer gegen den Nationalsozialismus